# 제니 아폴란트

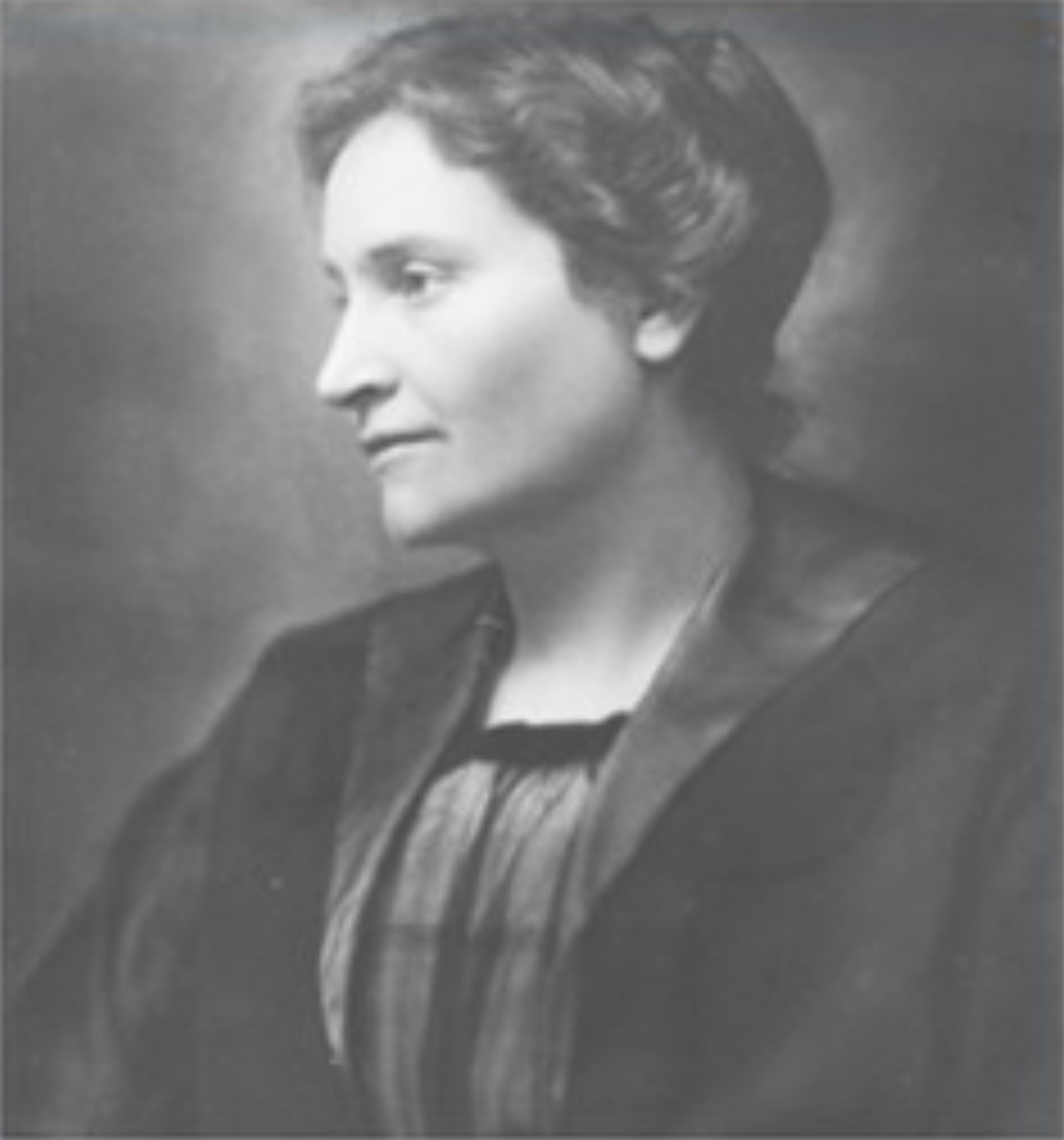

제니 아폴란트(Jenny Apolant)는 1874년에 출생하였고, 1925년에 사망한 독일의 유대인 페미니스트이자 여성 참정권 운동가였다.아폴란트는 독일의 여성권리운동 초기에 핵심적인 역할을 했다.1907년 아폴란트는 독일 일반여성회(Allgemeinen Deutscen Frauenerein)에서 여성 커뮤니티 서비스 정보 센터를 설립하는데 큰 역할을 하였다. 그 단체에 소속되어 동안, 그녀는 독일 사회에서 여성의 역할에 대한 많은 글을 썼다. 그녀는 독일에서 시의원을 지낸 최초의 여성 인물 중에 한 명이다. 그녀는 1919년부터 1924년까지 프랑크푸르트에서 시의원을 지냈다. 1922년 그녀는 여성들에게 정치와 공직에서 일하는 방법에 대한 교육을 제공하는 정치노동자협회(Politsche Arbeitsgemeinschaft)를 설립했다.